# Maïthe Mutenke Ngoy
 (mars 2023).
Maïthe Mutenke Ngoy, née à Lubumbashi dans la province du Haut-Katanga (ex Katanga), est une écrivaine congolaise,.